# 红亚鲁加
红亚鲁加（羅馬化：Krasnaya Yaruga）是俄罗斯别尔哥罗德州的市级镇、红亚鲁加区行政中心，在州首府别尔哥罗德西北方。
2021年有人口7,757人；2010年人口8,028；2002年人口7,823；1989年人口7,221。